# الجمعية الدولية للفنون
الجمعية الدولية للفنون منظمة دولية تعنى بكافة أنواع الفنون في العالم، وتقوم بتنظيم مسابقة سنوية في مجالات الرواية، القصة الطويلة، القصة القصيرة، الشعر، الموسيقا، التصوير، الأدب، ويتألف أعضاء الجمعية من أساتذة مختصين يمثلون جنسيات مختلفة من دول الاتحاد الأوروبي.